# Desulfotomaculum thermocisternum
Desulfotomaculum thermocisternum è una specie di batterio appartenente alla famiglia delle Peptococcaceae.